# Heptispa
Heptispa là một chi bọ cánh cứng trong họ Chrysomelidae.
Chi này được miêu tả khoa học năm 1906 bởi Weise.

## Các loài
Các loài trong chi này gồm:
- Heptispa bilineatithorax (Pic, 1929)
- Heptispa doncikeri (Pic, 1929)
- Heptispa limbata (Baly, 1885)
- Heptispa lineaticollis (Pic, 1928)
- Heptispa ruficornis (Pic, 1929)
- Heptispa solarii (Weise, 1906)